# سیژد
سیژد جماعت و شهرکی در جنوب شرقی کشور تاجیکستان است که در ناحیهٔ راشت‌قلعه ولایت مختار کوهستان بدخشان قرار دارد. جمعیت این جماعت ۳۰۲۸ است.